# أمجد كلف
أمجد كلف (مواليد 20 مارس 1991 في الكوت-)، لاعب كرة قدم عراقي معتزل لعب كمهاجم. بدأ مسيرته الرياضية عام 2005 مع نادي الكوت ثم انتقل إلى نادي الشرطة.

## روابط خارجية
- أمجد كلف على موقع قاعدة بيانات كرة القدم.إي يو (الإنجليزية)
- أمجد كلف على موقع ناشيونال فوتبول تيمز (الإنجليزية)
- أمجد كلف على موقع Soccerway.com (الإنجليزية)